# Arno Borst

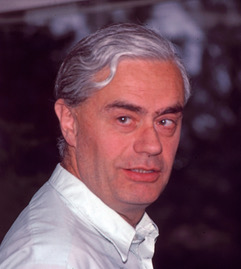
Arno Borst, private Aufnahme aus dem Jahr 1978

Arno Borst (* 8. Mai 1925 in Alzenau; † 24. April 2007 in Konstanz) war ein deutscher Historiker. Er gilt als einer der bedeutendsten Mediävisten des 20. Jahrhunderts.

## Leben
Arno Borst wurde als Sohn des Schulrats und Archivars Alfons Maria Borst und der Lehrerin Anna Elisabeth Fink geboren. Er wuchs in Brendlorenzen auf. Seit 1935 besuchte er das Gymnasium Münnerstadt, auf dem er 1943 sein Abitur machte.
Nach Reichsarbeitsdienst, Wehrdienst und Kriegsgefangenschaft studierte Borst von 1945 bis 1951 an der Georg-August-Universität Göttingen und der Ludwig-Maximilians-Universität München, dort als Stipendiat der Stiftung Maximilianeum, und wurde 1951 in Göttingen mit einer von Percy Ernst Schramm betreuten Arbeit über die Katharer zum Dr. phil. promoviert. Anschließend war Borst Assistent an der Westfälischen Wilhelms-Universität Münster bei Herbert Grundmann, wo er sich mit einer grundlegenden ideengeschichtlichen Arbeit über die Geschichte der Theorien zum Ursprung der Sprachen 1957 habilitierte.
Ab 1961 war er in Münster als außerplanmäßiger Professor tätig und folgte 1962 einem Ruf als ordentlicher Professor an die Friedrich-Alexander-Universität Erlangen-Nürnberg. Sechs Jahre später wechselte er an die neu gegründete Universität Konstanz auf den Lehrstuhl für mittlere und neuere Geschichte. Von 1969 bis 1970 war Arno Borst Prorektor der Universität Konstanz. Von 1987 bis 1990 war er Inhaber einer besonderen Stiftungsprofessur des Stifterverbands für die Deutsche Wissenschaft in Konstanz. 1990 wurde er emeritiert.
Borst war verheiratet mit Gudrun Borst, geborene Witzig. Aus der Ehe gingen vier Kinder hervor, darunter die Psychotherapeutin Ulrike Borst.

## Wirken
Der Schwerpunkt von Borsts Forschungen lag auf der mittelalterlichen Geschichte, jedoch weniger auf den klassischen Feldern der Politik-, Rechts- und Verfassungsgeschichte, sondern auf dem Gebiet der Alltags-, Mentalitäts-, Ideen-, Wissenschafts- und Sozialgeschichte. Borst war einer der wenigen Historiker, die nahezu die ganze Bandbreite des Mittelalters von ca. 500 bis 1500 abdeckten. Gestützt auf gediegene Beherrschung der philologischen, paläographischen und kodikologischen Grundlagen war er imstande, die Quellen in der Originalsprache zu studieren und sie, soweit noch unpubliziert, aus den Handschriften und Archivalien zu edieren, zu erläutern und auszuwerten. In die Paläographie und Handschriftenkunde war er von Bernhard Bischoff eingeführt worden, der auch seinen weiteren Weg mit Interesse verfolgte. International bekannt wurde er mit seinem 1973 erschienenen und mehrfach neu aufgelegten sozial- und mentalitätsgeschichtlichen Werk Lebensformen im Mittelalter, mit dem er als einer der ersten deutschen Historiker Fragestellungen der französischen Annales-Schule aufnahm, ohne jedoch abstrakten Theoriediskussionen und esoterischer Begrifflichkeit etwas abgewinnen zu können.
Borst befasste sich in Mönche am Bodensee mit exemplarischen Gestalten des mittelalterlichen Mönchtums (jeder Mönch exemplarisch für ein Kloster, eine Epoche und einen Orden) aus dem Bodenseegebiet wie Walahfrid Strabo und Hermann dem Lahmen aus dem Kloster Reichenau, dem Eremiten Gallus und den Äbten Otmar und Ulrich Rösch aus dem Kloster St. Gallen, dem Abt Gregor von Einsiedeln, Eberhard von Rohrdorf aus der Zisterzienserabtei Salem, Propst Hermann des Prämonstratenserklosters Weißenau, Heinrich Seuse aus dem Dominikanerkloster zu Konstanz sowie dem Kartäuser Peter Thaler aus der Kartause Ittingen. Seine Lieblingsgestalt war der Benediktiner Hermann der Lahme, der Reichenauer Universalgelehrte, dem er eine Reihe von Aufsätzen widmete und der auch in der Abhandlung Astrolab und Klosterreform im Mittelpunkt steht.
Daneben beschäftigte sich Borst auch mit der lateinischen Philologie des Mittelalters, der neueren Geschichte und der Komputistik, die unter der übergeordneten Frage nach dem Zeitverständnis des Mittelalters zum Hauptthema seiner außerordentlich umfangreichen Forschungs- und Publikationstätigkeit nach der Emeritierung wurde. Sein letztes Werk ist seine Autobiographie Meine Geschichte, die, herausgegeben und mit einem Nachwort von Gustav Seibt ausgestattet, postum 2009 im Libelle-Verlag erschien. Ihr sowie dem Vorwort der 2006 veröffentlichten dreibändigen Schriften zur Komputistik im Frankenreich von 721 bis 818 ist zu entnehmen, dass sich Borst trotz seiner großen Öffentlichkeitswirkung und zahlreichen akademischen Ehrungen im Kreis der Fachkollegen wegen seiner abseits vom Mainstream und den traditionellen Forschungsgebieten der Disziplin liegenden Fragestellungen und Denkwege zunehmend isoliert und unverstanden fühlte: „Für Ernüchterung sorgten die meisten Fachvertreter der Mediävistik, zumal an deutschen Universitäten. Von dem Thema, das ihre Spezialstudien und Generalthesen durchkreuzte, wollten sie weniger wissen als Grotefend oder gar Mommsen.“ Auch seine an die Gründung der Reformuniversität Konstanz geknüpften Hoffnungen waren bitter enttäuscht worden.
Besondere Bekanntheit hatte er mit seiner Habilitationsschrift erlangt, dem erwähnten monumentalen, sechsbändigen Werk über das Phänomen der verschiedenen Sprachen und Völker auf der Erde, das nach den Aussagen des Alten Testaments beim Turmbau zu Babel aufgetreten sein soll: Der Turmbau von Babel. Geschichte der Meinungen über Ursprung und Vielfalt der Sprachen und Völker, für das er eine Fülle spätantiker und mittelalterlicher Quellen hinsichtlich dieses Themas und auf die Entstehung und Abgrenzung der Volkssprachen vom Lateinischen hin untersuchte. Die erforschte Zeitspanne des Werkes reicht jedoch bis in das 20. Jahrhundert. Für dieses grundlegende Werk, das zwischen 1957 und 1963 in vier Bänden veröffentlicht wurde, erhielt er 1966 den Preis der Akademie der Wissenschaften zu Göttingen.
Borst war seit 1949 Mitglied der Stiftung Maximilianeum, seit 1982 ordentliches Mitglied der Heidelberger Akademie der Wissenschaften, seit 1986 korrespondierendes Mitglied der Braunschweigischen Wissenschaftlichen Gesellschaft und zudem seit 2003 korrespondierendes Mitglied der Bayerischen Akademie der Wissenschaften. Darüber hinaus war er von 1983 bis 1996 ordentliches Mitglied der Zentraldirektion der Monumenta Germaniae Historica. Seit 1996 war Borst außerdem Vorsitzender der von ihm ins Leben gerufenen Arno-Borst-Stiftung zur Förderung der mediävistischen Geschichtswissenschaften.
Borst war Vorlage für die Figur des „Bock“ in Eckhard Henscheids Schlüsselerzählung 10:9 für Stroh (1998) über das Rigorosum seines Doktoranden Gustav Seibt.

## Ehrungen und Auszeichnungen
- 1956 Preis der Deutschen Forschungsgemeinschaft
- 1966 Preis der Akademie der Wissenschaften zu Göttingen
- 1979 Bodensee-Literaturpreis
- 1982 Sigmund-Freud-Preis für wissenschaftliche Prosa
- 1986 Carl-Friedrich-Gauß-Medaille, für seine mathematischen Darlegungen – u. a. zum numerischen Spieltrieb
- 1986 Preis des Historischen Kollegs (sogenannter „Deutscher Historikerpreis“)
- 1995 Brüder-Grimm-Preis der Philipps-Universität Marburg
- 1996 Balzan-Preis für Geschichte (Kultur des Mittelalters)
- 1998 Verdienstorden der Bundesrepublik Deutschland (Verdienstkreuz 1. Klasse)

## Schriften (Auswahl)
Ein Schriftenverzeichnis erschien in: Rudolf Schieffer, Gabriela Signori (Hrsg.): Arno Borst (1925–2007). (= Konstanzer Arbeitskreis für mittelalterliche Geschichte. Vorträge und Forschungen. Sonderbd. 53). Thorbecke, Ostfildern 2009, ISBN 978-3-7995-6763-3, S. 39–63 (Digitalisat)
Monographien
- Die Katharer (= Monumenta Germaniae Historica. Schriften. Bd. 12, ISSN 0080-6951). Hiersemann, Stuttgart 1953 (Zahlreiche Auflagen; in französischer Sprache: Les Cathares. Payot, Paris 1984, ISBN 2-228-11421-9).
  - Neuauflage: Mit Nachträgen von Alexander Patschovsky und Gerhard Rottenwöhrer: Karolinger Verlag, Wien 2012, ISBN 978-3-85418-145-3.
- Der Turmbau von Babel. Geschichte der Meinungen über Ursprung und Vielfalt der Sprachen und Völker. 4 (in 6) Bände. Hiersemann, Stuttgart 1957–1963 (Unveränderter Nachdruck. (= dtv 59028). Deutscher Taschenbuch-Verlag, München 1995, ISBN 3-423-59028-9);
  - Band 1: Fundamente und Aufbau. 1957;
  - Band 2, Teilband 1–2: Ausbau. 1958–1959;
  - Band 3, Teilband 1–2: Umbau. 1960–1961;
  - Band 4: Schlüsse und Übersichten. 1963.
- Lebensformen im Mittelalter. Propyläen, Frankfurt am Main u. a. 1973, ISBN 3-549-07284-8 (Zahlreiche Auflagen und Ausgaben; In chinesischer Sprache: Ou zhou Zhong gu sheng huo xing tai. Bai pian jing xuan shi liao dao du. 2 Bände. Fan shi shu wu, Xin bei shi 2011, ISBN 978-986-86446-1-8 (Bd. 1), ISBN 978-986-86446-2-5 (Bd. 2).
- Mönche am Bodensee 610–1525 (= Bodensee-Bibliothek. Bd. 5). Thorbecke, Sigmaringen 1978, ISBN 3-7995-5005-4 (Zahlreiche Auflagen); Neuausgabe, Libelle Verlag, Lengwil 2010.
- Das mittelalterliche Zahlenkampfspiel (= Schriften der Heidelberger Akademie der Wissenschaften, Philosophisch-Historische Klasse. Supplemente. Bd. 5). Winter, Heidelberg 1986, ISBN 3-533-03750-9.
- Barbaren, Ketzer und Artisten. Welten des Mittelalters. Piper, München u. a. 1988, ISBN 3-492-03152-8 (In englischer Sprache: Medieval worlds. Barbarians, heretics and artists in the Middle Ages. Polity Press, Cambridge 1991, ISBN 0-7456-0735-7). Neu aufgelegt wurde das Werk 2007 unter dem Titel: Die Welt des Mittelalters. Barbaren, Ketzer und Artisten. Nikol, Hamburg 2007, ISBN 978-3-937872-52-0.
- Computus: Zeit und Zahl in der Geschichte Europas (= Kleine kulturwissenschaftliche Bibliothek. Bd. 28). Verlag Klaus Wagenbach, Berlin 1990, ISBN 978-3-8031-2492-0 (3., durchgesehene und erweiterte Auflage, 2004)
- Ritte über den Bodensee. Rückblick auf mittelalterliche Bewegungen. Libelle, Bottighofen 1992, ISBN 3-909081-52-5.
- Das Buch der Naturgeschichte. Plinius und seine Leser im Zeitalter des Pergaments (= Abhandlungen der Heidelberger Akademie der Wissenschaften, Philosophisch-Historische Klasse. Jahrgang 1994, Abhandlung 2). Winter, Heidelberg 1994, ISBN 3-8253-0132-X (Rezension von Dietrich Lohrmann).
- Die karolingische Kalenderreform (= Monumenta Germaniae Historica. Schriften. Bd. 46). Hahn, Hannover 1998, ISBN 3-7752-5446-3.

Autobiographie
- Meine Geschichte. Herausgegeben und mit einem Nachwort versehen von Gustav Seibt. Libelle, Lengwil 2009, ISBN 978-3-905707-26-7 (Autobiographie, postum erschienen).

Herausgeberschaften und Editionen
- Der karolingische Reichskalender und seine Überlieferung bis ins 12. Jahrhundert (= Monumenta Germaniae Historica. Antiquitatis. 3: Libri memoriales. Bd. 2, 1–3). 3 Bände. Hahn, Hannover 2001, ISBN 3-7752-0902-6).
- Der Streit um den karolingischen Kalender (= Monumenta Germaniae Historica. Studien und Texte. Bd. 36). Hahn, Hannover 2004, ISBN 3-7752-5736-5.
- Schriften zur Komputistik im Frankenreich von 721 bis 818 (= Monumenta Germaniae Historica. Quellen zur Geistesgeschichte des Mittelalters. Bd. 21, 1–3). 3 Bände. Hahn, Hannover 2006, ISBN 3-7752-1021-0.
- Das Rittertum im Mittelalter (= Wege der Forschung. Bd. 349). Wissenschaftliche Buchgesellschaft, Darmstadt 1976, ISBN 3-534-05705-8.
- Mönchtum, Episkopat und Adel zur Gründungszeit des Klosters Reichenau (= Konstanzer Arbeitskreis für Mittelalterliche Geschichte. Vorträge und Forschungen. Bd. 20). Thorbecke, Sigmaringen 1974, ISBN 3-7995-6620-1.